# سالم أحمد السبع
سالم أحمد عبد الله عبد الله سالم السبع هو شاعر يمني. ولد عام 1922 في قرية الفرشة في محافظة البيضاء. فقد بصره وهو في السابعة بسبب إصابته بالجدري. حفظ القرآن وتعلم تجويده. عمل مدرساً في وزارة المعارف. حفظ الشعر في مختلف العصور وبهذا تثقف شعرياً. بدأ في كتابة الشعر في الخامسة عشر متأثراً بالشعر الذي حفظه. كتب في الشعر العاطفي والاجتماعي وكتب في المراسلات الأخوانية. كتب كذلك عدة مقالات نشرت في الصحف اليمنية. له ديوان شعر مطبوع بعنوان «من وحي الثورة»، وديوان آخر بعنوان «السبعيات-أحلامي بين الوطن والثورة والوحدة».